# الکساندر کورش

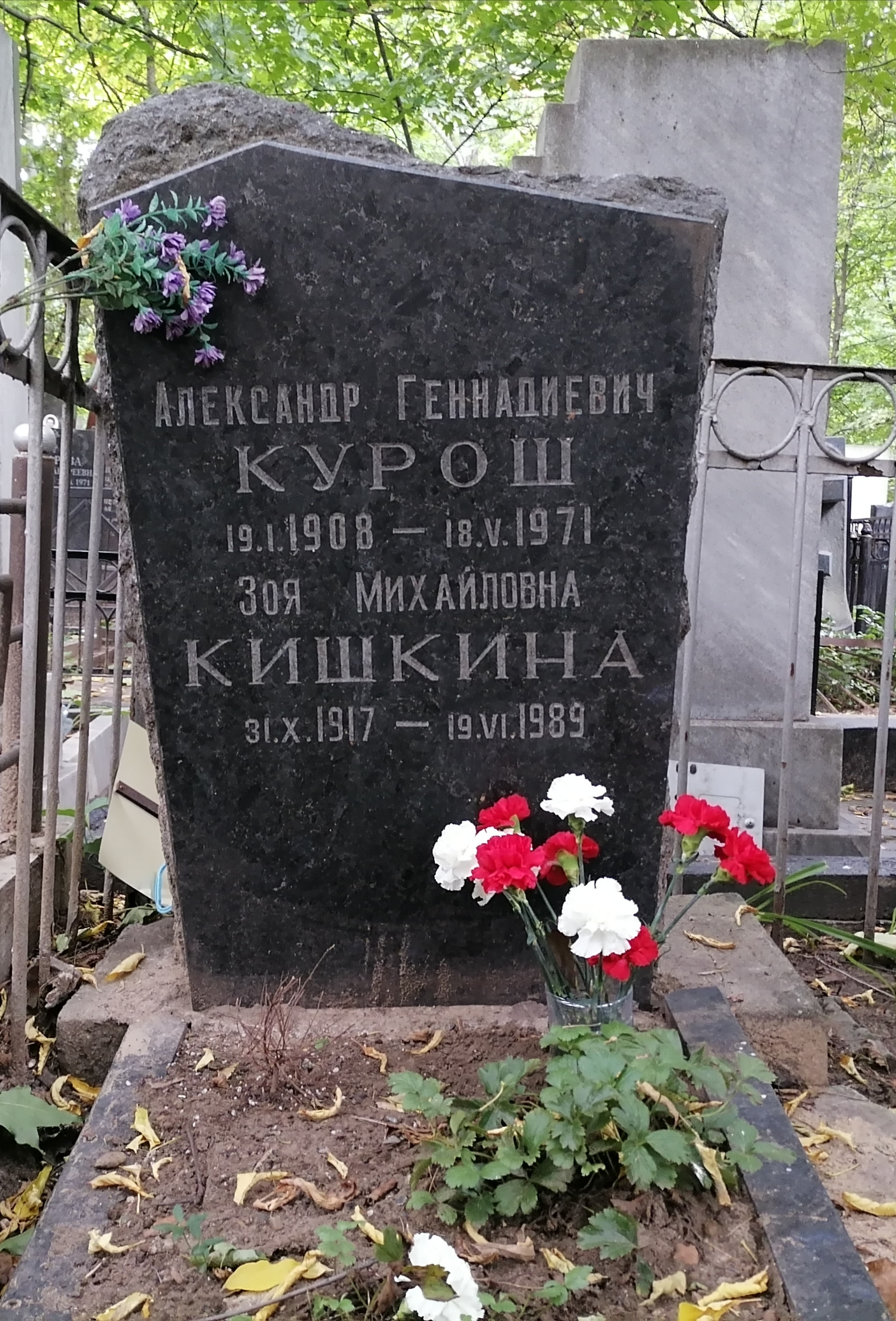
نمایی از سنگ‌مزار الکساندر گنادیویچ کورش - ۲۰۲۱

الکساندر گنادیویچ کورش (کوروش) (به روسی: Алекса́ндр Генна́диевич Ку́рош) (زاده ۱۹ ژانویه ۱۹۰۸ در یارتسفوـ درگذشته ۱۸ می ۱۹۷۱ در مسکو) ریاضیدان اهل روسیه بود که در زمینه جبر مجرد فعالیت می کرد. وی نویسنده نخستین کتاب مدرن و مبسوط در زمینه نظریه گروه ها می باشد. او زیر تاثیر درس گفتار های امی نوتر که در سال ۱۹۲۸ در مسکو ایراد شد، به جبر دلبسته شد و در دانشگاه مسکو درس خواند و درجه دکتری را زیر سرپرستی پاول الکساندروف به دست آورد. کورش به همراه شاگردش سرگئی چرنیکوف روابط مهمی درباره گروه های متناهی و نامتناهی که به روابط کورش ـ چرنیکوف نامبردارند را کشف نمود. از دیگر دلایل نامداری او «مسئلهٔ کورش» و همچنین «قضیه زیرگروه کورش» است.